# 15466 Barlow
15466 Barlow (1999 AR23) là một tiểu hành tinh vành đai chính.